# Radeberg
Radeberg es una ciudad del Bundesland alemán de Sajonia. Está situada en la linde del denominado "brezal de Dresde" (Dresdner Heide). Desde la disolución del distrito Dresden-Land (1995), Radeberg forma parte del de Kamenz, siendo la ciudad más grande de este.

## Geografía

### Ubicación
Por Radeberg pasan el Große Röder (afluente del Schwarze Elster, que a su vez va a dar al Elba) y el Schwarze Röder (afluente más caudaloso del Große Röder).
Al oeste de la ciudad comienza el brezal de Dresde (Dresdner Heide), una región forestal de más de 20 km² de superficie. Al norte y al este de Radeberg se hallan las estribaciones occidentales del Lausitzer Bergland ("región montañosa de Lusacia"). Radeberg está dentro del espacio natural Westlausitzer Hügel- und Bergland ("región montañosa y de colinas de la Lusacia Occidental"). La región que circunda la ciudad recibe el nombre de Radeberger Land.

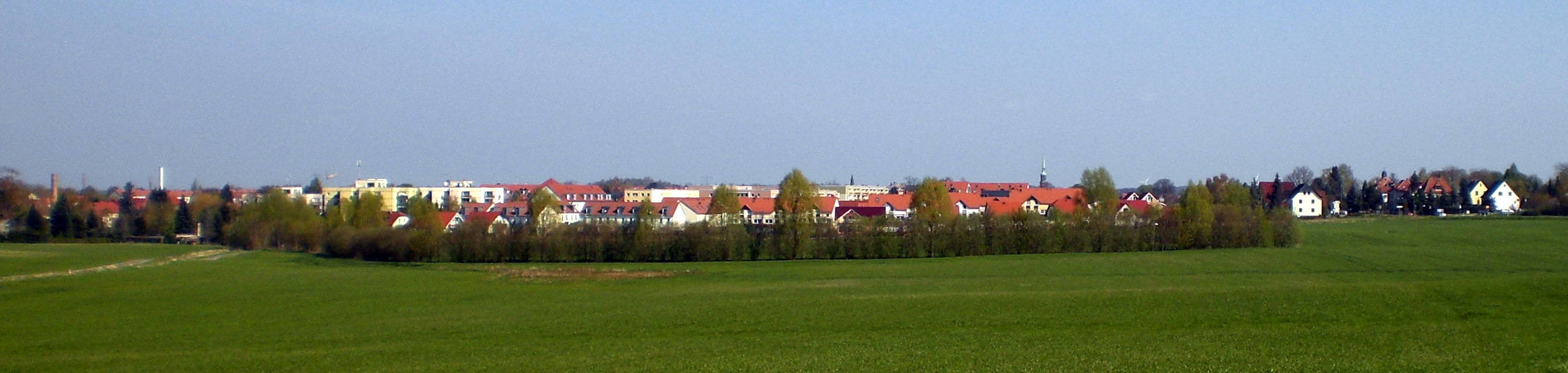
Radeberg (Sajonia).

### Organización
Los cinco barrios de la ciudad son: Liegau-Augustusbad, Großerkmannsdorf (fundado en 1353 como Erkenbrechtesdorf e incorporado al municipio en 1999), Siedlung Rossendorf y Kleinerkmannsdorf.

## Historia
La primera mención de la ciudad es del año 1219, cuando un grupo de campesinos se asentó en las tierras alrededor del Große Röder. El nombre del lugar deriva probablemente de dicho río. En menos de 150 años la ciudad ya tenía una plaza central, un castillo y unidades de medida propias. En 1412 la pequeña aldea comercial recibió la dignidad de ciudad.

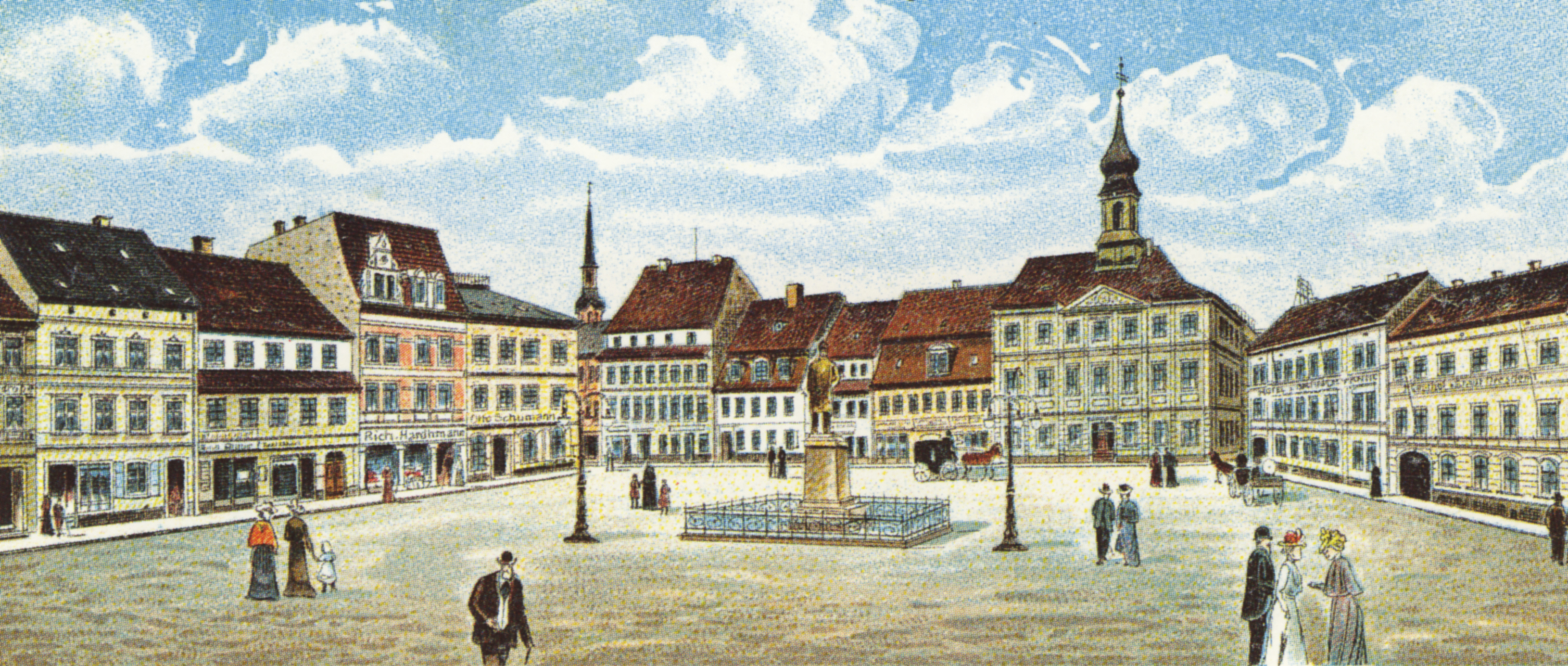
Plaza del mercado de Radeberger en 1900.

Durante el siglo XVI se encontró plata cerca de la ciudad. El lugar del hallazgo se denominó Silberberg ("montaña de la plata"). No obstante, la mina se agotó pronto. Radeberg resultó afectada por la Guerra de los Treinta Años y las Guerras del Norte.
En 1858 se instaló la primera fábrica de vidrio. La economía de la ciudad estuvo marcada posteriormente, primero por la fundación de la cervecería en 1872, luego por el desarrollo y producción de aparatos de televisión a partir de 1952 (VEB Rafena) y finalmente por el establecimiento de la compañía de electrónica VEB Kombinat Robotron, muy importante en tiempos de la RDA.

### Escudo
El escudo data de 1507 y representa un león sobre media rueda de madera, a la cual a veces se le atribuye el origen del nombre de la ciudad (Rad=rueda, brechen=romper, "Rade-brech" -> "Radberch" -> Radeberg). En el castillo de Albrechtsburg en Meißen hay una habitación en la que aparecen representados numerosos escudos de localidades de la región, entre ellos el de Radeberg. Allí, el escudo muestra una rueda rota en tres sobre fondo azul claro.

### Especialidades culinarias
La más conocida es la cerveza Radeberger. Es la cerveza Pilsener más antigua de Alemania y la primera de ese tipo en ser fabricada fuera de Bohemia. En tiempos de la RDA fue difícil de conseguir (excepto en restaurantes selectos). Tras un hundimiento de producción y ventas justo tras la reunificación, así como la interrupción provisional de las exportaciones, en los últimos años el volumen de producción ha aumentado de forma enorme.
Otra especialidad de Radeberg es la bebida alcohólica Radeberger Bitterlikör ("licor amargo de Radeberg"), originalmente elaborado por la firma Richter.
La lechería Heinrichsthal se fundó en 1880 en el barrio homónimo. En 1884, la fundadora Agathe Zeis obtuvo la patente para fabricar el conocido queso camembert, siendo la primera en elaborar en Alemania dicha especialidad francesa.

## Personalidades
- En 1599 nació en Radeberg el teólogo luterano Gottfried Cundisius.
- En 1757 nació el novelista August Friedrich Langbein.
- En 1846 nace el músico Johannes Gelbke.
- Erich Bär (1905-1981), fundador y durante muchos años director del observatorio astronómico de Radeberg